# August Tölle
August Tölle (* 22. April 1880 in Bad Meinberg; † 21. September 1967 in Detmold) war ein deutscher Maurer und Politiker (SPD).

## Leben
Tölle besuchte die Volksschule und arbeitete dann als Maurer und  Stuckateur. Bis 1922 war er Maurer und Arbeiter in den Lippischen Werkstätten (Waggonabteilung), seit 1922 Inhaber einer Holzwarenhandlung in Horn. Tölle, der evangelischer Konfession war, heiratete 1914.
Er wurde Mitglied der SPD und war ab 1921 Stadtverordneter in Horn. Bei der Landtagswahl in Lippe 1919 wurde er auf der Liste der SPD in den Landtag Lippe gewählt. Auch bei den folgenden Landtagswahlen wurde sein Mandat bestätigt und er war bis zur Landtagswahl in Lippe 1933 Landtagsabgeordneter. Nach der Machtergreifung der Nationalsozialisten wurde er verhaftet und zeitweise in Haft gehalten.